# Carteluhr

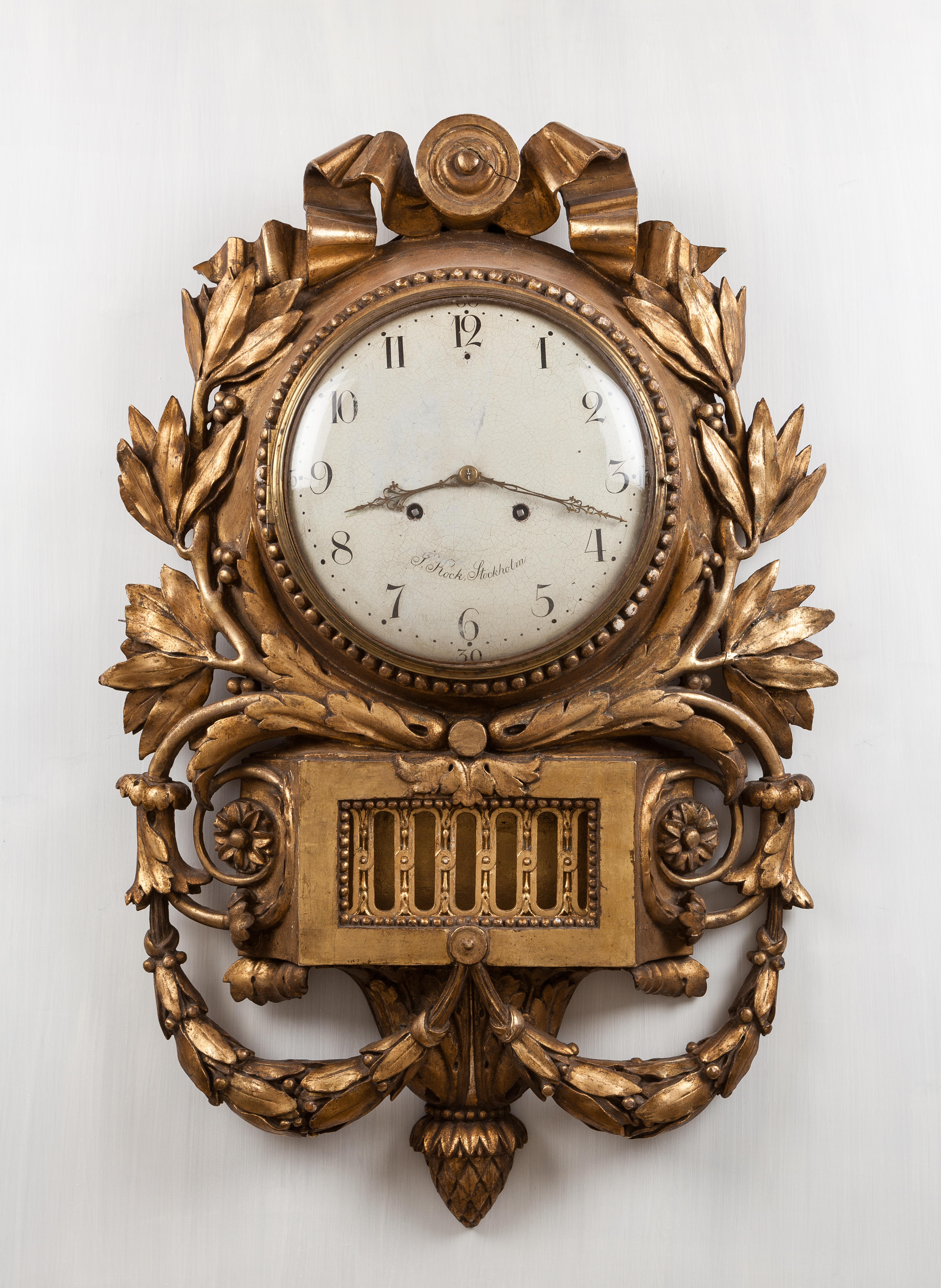
Gustavianische Carteluhr (18. Jahrhundert) von Jacob Kock, Stockholm.

Die Carteluhr ist eine typisch französische Bauform einer Wanduhr, die in der Zeit von 1730 bis in das 19. Jahrhundert hinein weit verbreitet war.

## Beschreibung
Die Carteluhr ist eine federgetriebene Wanduhr in einem kunstvollen, reich verzierten kartuschenförmigen Gehäuse, das zumeist aus feuervergoldetem Bronzeguss besteht. Die wohl auffälligsten, schönsten und wertvollsten Carteluhren manifestieren die Blütezeit der Könige Ludwig XV. (Rokoko) und Ludwig XVI. (Klassizismus).
In Österreich, Schweden und in der Schweiz wurde an diesem Konzept weitergearbeitet, ohne dass jedoch die Beliebtheit der Originale erreicht wurde. Die Nachahmungen hatten meist nur holzgeschnitzte und mit Blattgold belegte Uhrengehäuse.